# 急冻人
急凍人（英語：Mr. Freeze，又名为急凍先生），本名为維克多·佛萊斯博士，是一个虚构的人物，一个DC漫画的超级罪犯，且为蝙蝠侠的头号死敌之一。由鲍勃·凯恩所创建，他首次出现于《蝙蝠侠》#121（1959年2月）。
IGN的名单中排名前100位的漫画书恶人榜名列冷冻先生为# 67。

## 人物
急凍人首次於1959年的初次登場，他起初被設定為蝙蝠俠的一位“搞笑”敵人（名列並排殺手蛾）。他曾經被起名叫零度先生（Mr. Zero），在1966年電視劇《蝙蝠俠》中，被更換成急凍人。他的起源故事有著分別不同的版本。

### 銀色時期
在《無限危機》版本中，急凍人被設定成一位邪惡科學家，於研究冷凍武器時不慎將冷凍化學元素灑在自己的身上，從此使他必須要在極低溫的環境裏生存。

### 現代時期
在現代時期中，急凍人的起源故事開始戲劇化，最初由保羅·迪尼在1992年的《蝙蝠俠：動畫系列》中親自編寫的第一季十四集《冰冷之心》中展現出來。
維克多·佛萊斯（Victor Fries）原是一名卓越的低溫學博士兼工程師，他和摯愛的妻子諾拉感情深厚；可惜好景不長，諾拉患上一種罕見的絕症且無藥可治。為了挽救妻子一命，佛萊斯不惜動用自己所任職的高譚企業（GothCorp）研究，將妻子以人體冷凍技術保存起來，想藉此停止她的病情持續惡化，為自己爭取更多時間來製作出良藥。然而，佛萊斯的計畫卻被他的黑心老闆—高譚企業總裁菲瑞斯·博爾（Ferris Boyle）發現，當菲瑞斯勒令佛萊斯停止此濫用公司資產的行為時，佛萊斯不想服從他，兩人發生爭執扭打中出現意外。冷凍化學氣體的洩漏導致佛萊斯的身体變成一種光是在常溫下都會致死的極低溫狀態，因此他從此都必須待在低溫盔甲或低溫環境裡。
事後，他帶走妻子與冷凍裝置，並開發出一套能為他身體保持冷凍的機械服來保護自己，又製作出多數冷凍武器計畫對菲瑞斯進行復仇。但是蝙蝠俠最終阻止他的暴行，即使蝙蝠俠當時已經發現他和菲瑞斯的恩怨何起。他的上司菲瑞斯依法被捕，但維克多從此開始對蝙蝠俠懷恨在心，並自號「急凍人」與蝙蝠俠不斷作對。他和蝙蝠俠其他的宿敵不同，急凍人極為冷酷，且動不動就將人冰封的手段，讓一些強大罪犯都對他敬而遠之。

### 新52
在新52重啟後，急凍人的故事被改寫，原來被他保護在冷凍裝置內並非是他的妻子，而只是他偷來的一個自願接受冷凍治療的女性。

## 能力
急凍人有著天才的頭腦，在低溫學方面是絕對的權威性人物，他透過對此的研究研發出了可達至絕對零度的冷凍光線槍，和用來保護自己不受常溫環境傷害的動力裝甲。
他所發明的動力裝甲除了保護自身外，還給了急凍人超級力量與超級耐性。

## 其他媒體

### 電影
- 《蝙蝠俠4：急凍人》：由阿諾·施瓦辛格飾演。

### 電視劇
- 《萬惡高譚市》：由奈森·達羅飾演。

### 動畫
- 《新蝙蝠侠》：由Clancy Brown配音。
- 《DC動畫宇宙》：由Michael Ansara配音。[2]
  - 《蝙蝠侠：动画系列》
  - 《新蝙蝠侠冒险》

### 動畫電影
- 《蝙蝠俠：血濺亞克漢》：急凍人的冷凍槍被冰霜殺手拿來在阿卡漢精神病院中對蝙蝠俠使用過。
- 《樂高蝙蝠俠電影》

### 電子遊戲
- 樂高蝙蝠俠系列：
  - 《樂高蝙蝠俠》：由Ogie Banks配音。
  - 《樂高蝙蝠俠2：DC超級英雄》：由Townsend Coleman配音。
  - 《樂高蝙蝠俠3：飛越高譚市》：由利亞姆·奧布萊恩配音。
- 蝙蝠俠：阿卡漢系列：由Maurice LaMarche配音。
  - 《蝙蝠俠：阿卡漢城市》：本來把高譚警局舊址改造成自己的研究所，後來被企鵝人抓走，被蝙蝠俠救出後回到研究所繼續完成小丑的解藥。
  - 《蝙蝠俠：阿卡漢起源》：在DLC「Cold, Cold Heart」中登場。
  - 《蝙蝠俠：阿卡漢騎士》：在DLC「In From The Cold」中登場。